# Dreiecksee (See)

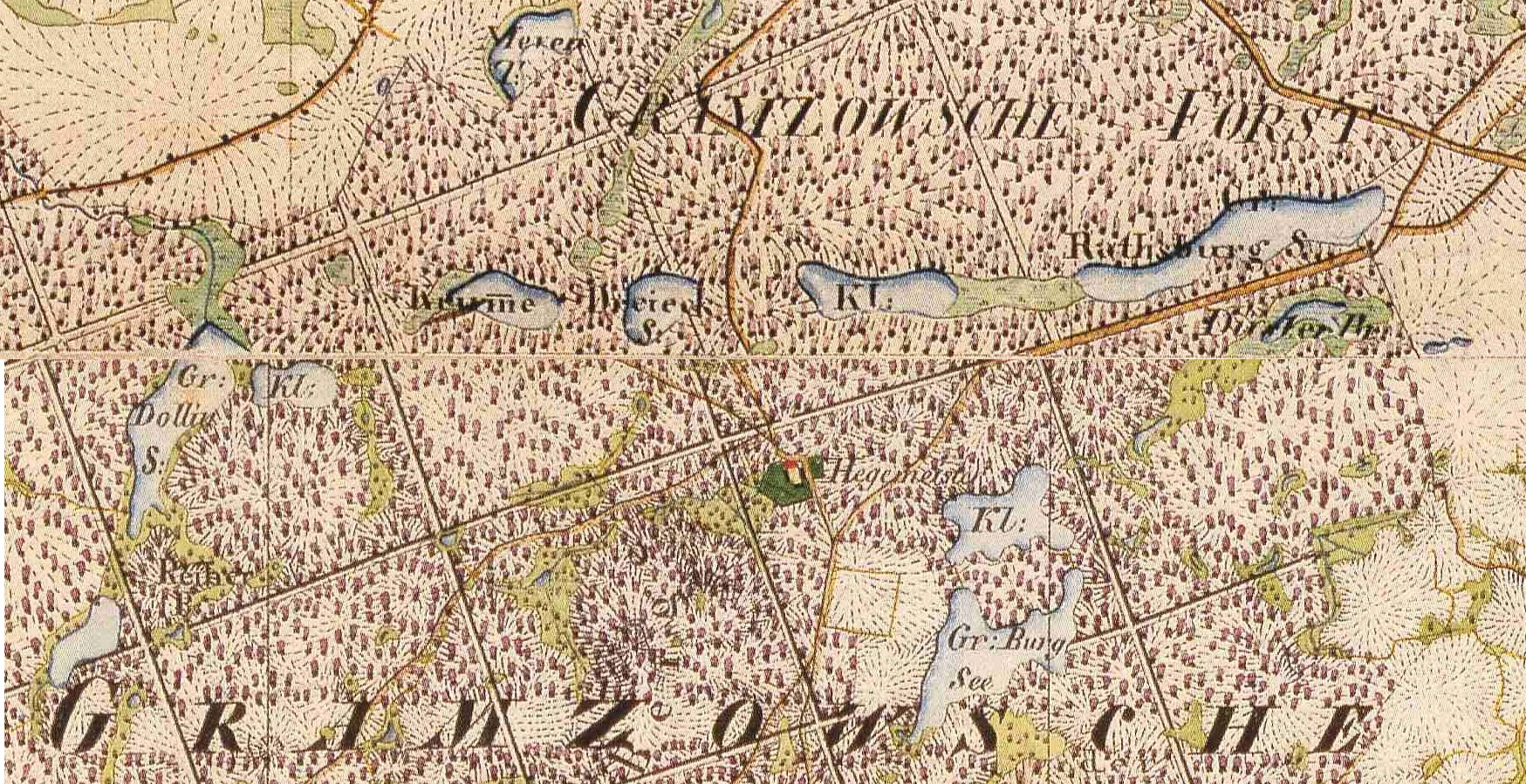
Krummer See, Großer Dollinsee, Kleiner Dollinsee, Dreiecksee, Großer Rathsburgsee, Kleiner Rathsburgsee, Großer Borgsee, Kleiner Borgsee und Försterei Dreiecksee, Gem. Oberuckersee und Gem. Gramzow, Landkreis Uckermark, Ausschnitte aus den Urmesstischblätter Nr. 2749 Potzlow und Blatt Nr. 2729 Warnitz von 1827 kombiniert

Der Dreiecksee ist ein kleiner natürlicher, zu- und abflussloser See auf der Gemarkung Melzow der Gemeinde Oberuckersee im Landkreis Uckermark (Brandenburg).

## Lage
Der Dreiecksee liegt ca. 350 Meter nordwestlich vom Wohnplatz Dreiecksee auf der Gemarkung von Melzow entfernt, einem Wohnplatz im Ortsteil Warnitz der Gemeinde Oberuckersee. Der Ortskern von Melzow liegt etwa 4,4 km entfernt, der Ortskern von Warnitz etwa vier Kilometer. Etwa 2,5 km westlich steht der Wohnplatz Neuhof.
Der Dreiecksee liegt wie der Krumme See im Westen und die östlich anschließenden Seen Kleiner und dann Großer Rathsburgsee in einer glazialen Rinne im Grundmoränengebiet des Pommern-Gürtels der Weichsel-Kaltzeit inmitten eines größeren Waldgebietes. Er ist über eine kleine Straße von Blankenburg zum Wohnplatz Dreiecksee zu erreichen.

## Hydrographie
Der grob dreieckige See erstreckt sich von Nordwest nach Südost etwa 230 Meter, von Nordost nach Südwest etwa 220 Meter weit. Er hat eine Fläche von rund 3,3 ha und der Seespiegel liegt auf etwa 65,8 m ü. NHN. Eckstein gab 1908 eine Tiefe von 5 m an. Er hat weder Zu- noch Abfluss und wird überwiegend von Grundwasser gespeist. Das Einzugsgebiet für Oberflächenwasser ist sehr klein und stößt nahe an die Einzugsgebiete der benachbarten Seen Krummer See im Westen und Kleiner Rathsburgsee im Osten, während im Norden in einer Senke weiter nördlich der Papensee liegt. Die Autorengruppe um Vera Luthardt charakterisiert den Dreiecksee als aktuell eutroph-alkalischer Kessel-/Grundwassersee.

## Geschichte
Der See erscheint bereits in einer Urkunde von 1592 als Drecksee (!). 1664 heißt er der Dreck See. Der Name ist also ursprünglich von mnd. Dreck ‚Schmutz, Unrat, Kot, Schlamm, Morast‘ abgeleitet und wurde spätneuzeitlich in Dreiecksee umgedeutet, da der See einen grob dreieckigen Umriss besitzt. Das Schmettausche Kartenwerk von 1767/87 verzeichnet den See noch als Drecksee, das Urmesstischblatt 2749 Potzlow von 1827 schon als Dreiecksee. Der gleichnamige Wohnplatz Dreiecksee ist nach dem See benannt.

## Nutzung
Der See ist an den Prenzlauer Fischereibetrieb Uckermark GmbH verpachtet.